# Kavala (Präfektur)
Die Präfektur Kavala (griechisch Νομαρχιακό Διαμέρισμα Καβάλας Nomarchiako Diamerisma Kavalas) war bis 2010 die östlichste Präfektur der griechischen Region Makedonien. Zusammen mit Drama und Xanthi bildete sie zuletzt als Präfekturgebiet (gr. nomarchiako diamerisma) bis 2010 die Überpräfektur Drama-Kavala-Xanthi. Mit der Verwaltungsreform 2010 wurde die Präfektur aufgelöst und existiert in Form von zwei Regionalbezirken (Ez. gr. periferiaki enotita) der Region Ostmakedonien und Thrakien, nämlich Kavala (dem Festlandsgebiet der bisherigen Präfektur) und Thasos weiter, die jedoch abgesehen von der Sitzzuteilung im Regionalrat keine politische Bedeutung haben. Die Zahl der Gemeinden des Präfekturgebiets wurde gleichzeitig durch Zusammenlegungen auf vier reduziert.

## Geografie

### Geografische Lage
Das Gebiet der Präfektur besteht aus einem bis zu rund 20 Kilometer breiten Küstenstreifen der nördlichen Ägäis zwischen der Mündung des Strymonas im Westen und dem Unterlauf des Nestos östlich. Es umschließt die Bucht von Kavala, vor der die Insel Thasos liegt, die wie das kleinere Thasopoula ebenfalls zur Präfektur gehörte. Das Massiv des Pangeo im Westen bildet die Grenze zur ehemaligen Präfektur Serres, im Norden grenzte Kavala an die Präfektur Drama, der Strymonas im Osten bildet die Grenze zum historischen Thrakien mit der ehemaligen Präfektur Xanthi.
Neben dem Pangeo, dessen Gipfel mit 1.926 m Höhe den höchsten Punkt der Präfektur bildet, ist das Gebiet der Präfektur durch die südlichen Ausläufer der griechischen Rhodopen geprägt, die bis an die Küste heranreichen. Westlich der Hauptstadt Kavala befindet sich die Kette des Symvolo (1.298 m), nördlich der Hauptstadt erheben sich die Lekani-Berge, auch die Insel Thasos ist gebirgig und steigt bis auf 1.206 m Höhe an. Im Nordwesten hat die Präfektur Anteil an der Ebene von Drama, im Osten ist die rechtsseitige Mündungsebene des Nestos, dessen Schwemmland eine Halbinsel in der Nordägäis gebildet hat, das größte Flachland der Präfektur.

### Geologie
Wie das übrige Griechenland auch ist das Gebiet der Präfektur Kavala Ort von Verwerfungen mit der erheblichen Gefahr von Erdbeben. Innerhalb des Gebiets verlaufen mehrere Verwerfungen: anteilig die 120 km lange Kavala-Xanthi-Komotini Verwerfung im Zentrum und Osten der Präfektur und die 10 km lange Ofrinio-Galipsos Verwerfung im Westen der Präfektur.

### Gemeinden (1997–2010)

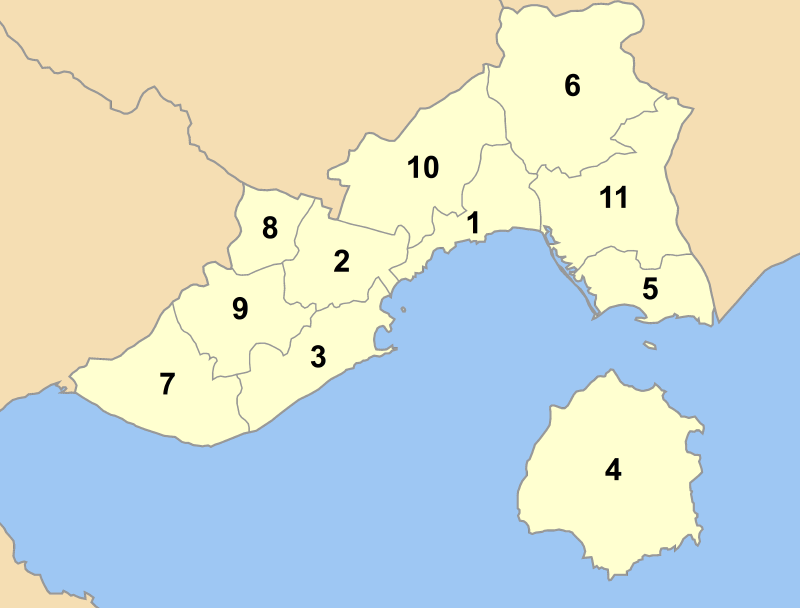

| Nr. | Gemeinde                       | Fläche (km²) | Einw.  | Sitz                      | Einw.  | Dörfer (Ew.)                                     |
| --- | ------------------------------ | ------------ | ------ | ------------------------- | ------ | ------------------------------------------------ |
| 1   | Kavala (Καβάλα)                | 112,599      | 63.293 | Kavala                    | 58.663 | Nea Karvali (2.244) Paleo Tsifliki (1.848)       |
| 2   | Eleftheroupoli (Ελευθερούπολη) | 125,632      | 11.401 | Eleftheroupoli            | 4.898  | Kokkinochoma (1.746) Amisiana (1.122)            |
| 3   | Eleftheres (Ελευθερές)         | 150,555      | 7.376  | Nea Peramos (Νέα Πέραμος) | 2.468  | Eleftheres (1.325) Eleochori (1.126)             |
| 4   | Thasos (Θάσος)                 | 380,097      | 13.765 | Limenas Thasou            | 3.130  | Limenaria (2.441) Potamia (1.216) Prinos (1.185) |
| 5   | Keramoti (Κεραμωτή)            | 115,095      | 6.039  | Keramoti                  | 1.228  | Nea Karya (1.734) Agiasma (1.158) Piges (1.036)  |
| 6   | Orino (Ορεινό)                 | 318,555      | 1.769  | Lekani (Λεκάνη)           | 608    |                                                  |
| 7   | Orfani (Ορφάνι)                | 200,862      | 5.140  | Galipsos (Γαληψός)        | 433    |                                                  |
| 8   | Pangeo (Παγγαίο)               | 79,634       | 4.764  | Nikisiani (Νικήσιανη)     | 2.451  | Paleochori (1.607)                               |
| 9   | Pieris (Πιερείς)               | 144,744      | 5.002  | Moustheni (Μουσθένη)      | 1.075  |                                                  |
| 10  | Filippi (Φίλιπποι)             | 238,751      | 10.827 | Krinides (Κρηνίδες)       | 3.295  | Amygdaleonas (1.697) Zygos (1.485)               |
| 11  | Chrysoupoli (Χρυσούπολη)       | 245,181      | 15.678 | Chrysoupoli               | 8.004  | Chrysochori (1.793)                              |

### Klima
Das Klima in der Region ist hauptsächlich kontinental mit kalten Wintern in den höher gelegenen Gebieten.

## Geschichte
Die Hauptstadt und wichtigste Siedlung der Präfektur Kavala, die gleichnamige Stadt Kavala, wurde im 7. Jahrhundert v. Chr. durch Siedler der Insel Thasos als Neapolis gegründet. Sie war Bestandteil der Thasischen Peraia, welche neben Neapolis auch weitere Siedlungen an der Küste des Ägäischen Meeres umfasste. Im 6. Jahrhundert v. Chr. gründen Siedler der Insel Thasos die Siedlung Krinides, um die dortige Ebene landwirtschaftlich zu nutzen und vielmehr noch die angrenzenden Goldminen auszubeuten. Krinides prosperierte insbesondere durch den Bergbau und wurde zum Ziel der Eroberungen des makedonischen Königs Philipp II. (Makedonien). Dieser benannte die Stadt nach erfolgter Eroberung in Philippi um.
Der makedonische König Philipp II. eroberte das Gebiet der Präfektur Kavala um 350 v. Chr. und verleibte es dem Makedonischen Königreich ein. Die makedonische Herrschaft konnte sich im Gebiet der heutigen Präfektur bis zur endgültigen Niederlage Makedoniens gegen das Römische Reich im Dritten/Fünften Makedonisch-Römischen Krieg 168 v. Chr. halten. Anschließend wurde das Gebiet der heutigen Präfektur Bestandteil des Römischen Reiches und Teil einer römischen Provinz.
42 v. Chr. wird die heutige Präfektur Kavala Schauplatz von kriegerischen Auseinandersetzungen im Rahmen des Kampfes um die politische Vorherrschaft im Römischen Reich. Der römische Feldherr Octavian (und späterer Kaiser Augustus) setzt sich in Philippi gegen die Feldherren Cassius und Brutus durch. 50 n. Chr. kommt der Apostel Paulus nach Philippi und gründet dort die erste christliche Gemeinde auf europäischem Boden. Die entsprechenden Briefe von Paulus an die Gemeinde fanden Eingang in die Bibel als sogenannte Philipper-Briefe. Zur Zeit des Aufenthalts von Paulus soll die Stadt Philippi eine Einwohnerzahl von 25.000 gehabt haben.
Mit der Reichsteilung 395 n. Chr. fiel das Gebiet der heutigen Präfektur Kavala an das Byzantinische Reich. 475 n. Chr. verwüsteten Goten das Gebiet der heutigen Präfektur, vor allem die damals dominante Stadt Philippi. Die Byzantiner konnten bis zum 10. Jahrhundert das Gebiet effektiv kontrollieren. Unter byzantinischer Herrschaft wurde die heutige Stadt Kavala als Christopolis bezeichnet.
Ab dem 10. Jahrhundert verloren die Byzantiner zeitweilig die Kontrolle, zunächst wiederholt an die nördlich angrenzenden Bulgaren. 1204 fiel die heutige Präfektur Kavala an das Königreich Thessaloniki, einem nach der Eroberung von Konstantinopel entstandenen Kreuzfahrerstaat. Dieser konnte seine Oberhoheit nur wenige Jahre halten und verlor die Kontrolle über das Gebiet an das bulgarische Reich. Letzteres musste ab der Mitte des 13. Jahrhunderts das Gebiet dem wiedererstarkenden Byzantinischen Reich überlassen. Dessen Wiedererstarkung reichte jedoch nicht für eine dauerhafte Herrschaft: Der serbische König Stefan IV. Uros Dusan eroberte 1345 das Gebiet. Dessen frühzeitiger Tod und das nachfolgende Machtvakuum begünstigten die Eroberung des Gebiets durch das Osmanische Reich Ende des 14. Jahrhunderts. 1380 fiel die damals und heute wichtigste Stadt der heutigen Präfektur Kavala an das Osmanische Reich.
Das Osmanische Reich beherrschte das Gebiet bis zum ersten Balkankrieg als Teil Rumeliens. Unter der osmanischen Herrschaft entwickelte sich die Stadt Kavala zu einem wichtigen Handels- und Verkehrsknotenpunkt. 1910 wurden über den Hafen von Kavala Waren im Wert von 42. Mio. Franc exportiert; dem standen Importe im Wert von 12,5 Mio. Franc gegenüber. Knapp zwei Drittel der Tabakjahresernte von 1910 wurden über Kavala exportiert.
Nach dem ersten Balkankrieg 1912 fiel das Gebiet der heutigen Präfektur Kavala vom Osmanischen Reich an Bulgarien. Im Zweiten Balkankrieg gelang der griechischen Marine am 10. Juli 1913 die Einnahme der Stadt Kavala. Die bulgarische Niederlage im Zweiten Balkankrieg und die nachfolgenden Friedensverhandlungen in Bukarest führten zum Verbleib der Stadt und des Hinterlandes unter griechischer Kontrolle. Bei den Friedensverhandlungen nach dem Zweiten Balkankrieg in Bukarest bleibt der Besitz der Stadt Kavala und ihres Hinterlandes erbittertes Streitthema zwischen Griechenland und Bulgarien andererseits. In der sogenannten „Kavala-Frage“ kristallisierten sich Gegensätze der lokalen Kontrahenten wie auch der europäischen Großmächte: Deutschland bevorzugte eine griechische Herrschaft über Kavala, Russland unterstützte Bulgarien in seinem Bestreben nach einem Hafen an der Ägäis-Küste. Österreich-Ungarn unterstützte Russlands und Bulgariens Haltung. Frankreich unterstützte die griechische Haltung. Rumänien ebenfalls.
Im Rahmen der Konsolidierung der griechischen Herrschaft nach dem Zweiten Balkankrieg wurden Kavala und sein Umland der neu geschaffenen Präfektur Drama in der Provinz (Generalgouvernement) Makedonien zugeordnet (per königlichem Dekret vom 31. März 1915). Am 29. November 1913 wurde Kavalla Divisionsstandort der griechischen Armee.
Die Stadt Kavala war auch Kondensationspunkt des Exodus der türkischen Bevölkerung der heutigen Präfektur sowie deren Hinterland: bis zum Februar 1914 hatten 40000 türkische Flüchtlinge das heutige Griechenland über den Hafen von Kavala verlassen.
Im Ersten Weltkrieg (1914–1918) fanden auf dem Gebiet der Präfektur Kavala heftige Kämpfe zwischen dem auf Seiten der Mittelmächte stehenden Bulgarien einerseits und alliierten Truppen andererseits statt. Griechische Truppen verhielten sich infolge des Konfliktes um die Teilnahme Griechenlands am Ersten Weltkrieg auf Seiten der Entente zunächst neutral und räumten das Gebiet der Präfektur bzw. verteidigten es nicht gegen die vorrückenden bulgarischen Truppen. Nach dem Fall von Serres am 19. August 1916 fielen Drama und Kavala zeitgleich am 18. September 1916 an die Truppen der Mittelmächte.
Mit dem Kriegseintritt vom Griechenland auf Seiten der Entente nach der Machtübernahme von Eleftherios Venizelos und der Demission des griechischen Königs auf Druck der Entente kämpften griechische Truppen neben alliierten Truppen der Entente gegen bulgarische und deutsche Streitkräfte. Nach Ende des Ersten Weltkrieges blieb die Region um die Präfektur Kavala griechisch. Ab 1923 wurden größere Gebiete in den landwirtschaftlich fruchtbaren Arealen der Präfektur an griechische Flüchtlinge aus Kleinasien und Ostthrakien verteilt, die ihre Heimat nach der griechischen Niederlage im Griechisch-Türkischen Krieg (1919–1923) verlassen mussten: betroffen sind vor allem die Ebenen am Fluss Nestos und die Ebene um Philippi.
Nach dem Ersten Weltkrieg wurde Kavala neben Thessaloniki zu einem Zentrum der griechischen Arbeiterbewegung und des Kommunismus. Bei den Parlamentswahlen 1926 gewannen die Kommunisten in Kavala 10 bis 15 % der Stimmen. Im Januar 1936 erreichten die Kommunisten 25 % der Stimmen bei der letzten griechischen Parlamentswahl vor Beginn der Metaxas-Diktatur.
Die Präfektur Kavala hatte vor dem Zweiten Weltkrieg 1940 118.432 Einwohner und eine Fläche von 2169 km² (die Stadt Kavala 50.852 Einwohner).
Vor dem Zweiten Weltkrieg lebten ca. 2000 Menschen jüdischen Glaubens in Kavala. 1983 lebten nur noch sieben Menschen jüdischen Glaubens in Kavala.
Nach dem Angriff des Deutschen Reiches auf Griechenland am 6. April 1941 wurde im Gefolge der Kampfhandlungen die Präfektur Kavala bereits innerhalb einer Woche erobert: Am 10. April 1941 rückten deutsche Truppen in die Stadt Kavala ein. Kurze Zeit später überantworteten die deutschen Besatzungstruppen das Gebiet der Präfektur Kavala ihren bulgarischen Verbündeten. Am 10. Mai 1941 zerstörten deutsche Truppen die Synagoge von Kavala. Die bulgarische Besatzung der Präfektur dauerte bis zum Oktober 1944 an.

## Wirtschaft und Infrastruktur
Die Präfektur Kavala ist seit dem 19. Jahrhundert ein Zentrum der Tabakindustrie.
Kavala war bis in die 1990er Jahre die bestentwickelte Präfektur im Nordosten Griechenlands: diese wirtschaftliche und infrastrukturelle Sonderstellung ging mit Beginn der 1990er Jahre verloren.

### Verkehr
Das Gebiet der Präfektur ist durch den internationalen Flughafen Kavala an das europäische Flugnetz angeschlossen. Die wichtigste Straßenverbindung ist die griechische A2, die die Präfektur von West nach Ost durchquert. Am 13. Januar 2009 wurde die A2 im Gebiet der Präfektur fertiggestellt. Die Präfektur besitzt damit einen durchgehenden Autobahnanschluss nach Osten bis zur Türkei sowie nach Westen (Thessaloniki, Veria, Kozani, Grevena) und nach Süden (Larisa, Lamia, Athen). Die Nationalstraße 12 zweigt von der küstennahen Autobahn nach Norden ab und verbindet so die Hauptstadt Kavala mit Drama. Zwischen der Strymonas-Mündung und Kavala folgt die Nationalstraße 2 dem Küstenverlauf, östlich von Kavala verläuft sie parallel zur A2 weiter nach Xanthi. Die Stadt Kavala verfügt auch über den wichtigsten Hafen Ostmakedoniens, von dem unter anderem Fährverbindungen zu den Inseln Thasos und Samothraki bestehen.

## Persönlichkeiten
- Mehmet Ali (* 1769, Kavala). Vizekönig von Ägypten.[24]
- Dimitrios Partsalidis (* 1905, Trabzon; † 1980). Politiker und Widerstandskämpfer im Zweiten Weltkrieg. Unterzeichnete das Abkommen von Varkiza 1945. Nach dem Fall der Militärdiktatur Parteichef der griechischen Eurokommunisten (Kommunistiko Komma Ellados Esoterikou). Arbeitete in der Tabakindustrie in Kavala in den 1920er-Jahren und wurde Bürgermeister der Stadt als Mitglied der Kommunistischen Partei Griechenlands.